# Bergeria octava
Bergeria octava är en fjärilsart som beskrevs av Sergius G. Kiriakoff 1961. Bergeria octava ingår i släktet Bergeria och familjen björnspinnare. Inga underarter finns listade i Catalogue of Life.